# 赤松二郎
赤松 二郎（あかまつ じろう、1947年 - 2022年12月14日）は、日本のサクソフォーン奏者。クラシック、ジャズ両方のジャンルで演奏活動と後進の指導を行う。大阪音楽大学教授・理事。

## 来歴
- 1947年 出生。ジャズ・サクソフォーンを中学生の頃より始める。大学時代からライブ・ハウスでの演奏やスタジオ・ミュージシャンとして幅広く活動。
- 1970年 大阪音楽大学卒業、喜田賦、阪口新に師事。フランスに留学し、ニース音楽院でデファイエとJ-M・ロンデックス(Jean-Marie Londeix)に師事。
- 1976年 関西室内楽協会島之内教会チャペルコンサート開始のために西原明牧師に河野まり子と懇願する。
- 1979年 パスロ・サクソフォン・アンサンブルを結成。
- 1980年 大阪文化祭賞奨励賞受賞(赤松二郎サキソフォーンリサイタルの成果) 以後リサイタルを継続。
- 1992年 大阪音楽大学短期大学で日本初のジャズ専門教育カリキュラムをハンク・ジョーンズの協力で開講。
- 2000年 大阪音楽大学教授に就任。

大阪音楽大学をはじめ大阪芸術大学、相愛大学などで教鞭をとる。管弦楽や吹奏楽とも盛んに共演。大阪音楽大学音楽博物館にはアドルフ・サックス（サクソフォーンの開発者）のサクソフォーンが収蔵されていて、赤松が演奏したことがある。

## 主催・審査員など
- 各種コンクールの審査員担当・吹奏楽コンクール・日本管打楽器コンクール・宝塚ベガコンクール他
- ジャズ・グループ赤松二郎ジャズ・カルテットとクラシックのパスロ・サクソフォン・アンサンブルを主宰